# Harmothoe vittata
Harmothoe vittata är en ringmaskart som beskrevs av Trautsch 1889. Harmothoe vittata ingår i släktet Harmothoe och familjen Polynoidae. Inga underarter finns listade i Catalogue of Life.